# Kolačkov
Kolačkov (allemand : Klautsch ) est un village de Slovaquie situé dans la région de Prešov.

## Histoire
Première mention écrite du village en 1361.

## Démographie

### Évolution de la population
| Année:               | 1994. | 2004.    | 2014.    | 2024.   |
| -------------------- | ----- | -------- | -------- | ------- |
| Nombre de personnes: | 940   | 1043     | 1296     | 1281    |
| Différence:          |       | +10,95 % | +24,25 % | -1,15 % |

| Année:               | 2023. | 2024.   |
| -------------------- | ----- | ------- |
| Nombre de personnes: | 1271  | 1281    |
| Différence:          |       | +0,78 % |